# Análisis experimental del comportamiento

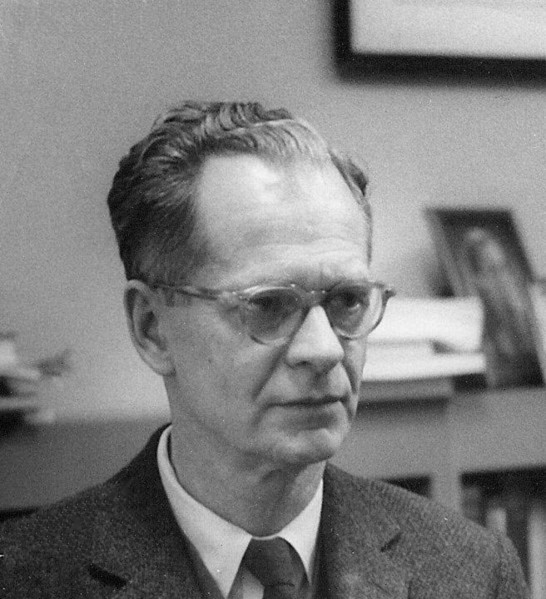
B.F. Skinner en el Departamento de Psicología de Harvard, alrededor de 1950.

El análisis experimental del comportamiento (AEC) es un sistema conceptual y metodológico elaborado por el psicólogo estadounidense Burrhus Frederic Skinner y ampliado posteriormente por otros psicólogos. Es una ciencia natural del comportamiento que comprende tres subdisciplinas:
- Análisis conceptual del comportamiento, que se ocupa de las investigaciones filosóficas, históricas, conceptuales y metodológicas.
- Investigación básica en AEC.
- El análisis conductual aplicado, que se ocupa de la aplicación de los principios de la ciencia de la conducta.

## Supuestos iniciales
Skinner era un psicólogo muy interesado en los temas filosóficos, y fortaleció la concepción anterior de John B. Watson argumentando que el conductismo es la filosofía propia de la ciencia del comportamiento (Skinner, 1975). Hecho esto, defendió la idea de desarrollar una metodología y un esquema conceptual que permitieran la creación y desarrollo de una verdadera ciencia de la conducta. Sus esfuerzos constituyen el AEC.
Los objetivos del AEC, según Ardila (1999) son:
1. La descripción de relaciones funcionales entre clases de respuestas y clases de estímulos - explicación del comportamiento.
2. Demostrar la confiabilidad y generalidad de las mismas.

## Esquema conceptual
La ciencia del comportamiento se enmarca dentro de la tradición naturalista, lo cual implica que el análisis de la conducta encontrará regularidades y orden, y que es susceptible de investigación científica.
Mucho se ha hablado de una causalidad de tipo mecanicista en el AEC, que le ha merecido críticas severas de los pensadores contemporáneos. La realidad es que Skinner habló de "causas" como "factores que inciden o influyen sobre la conducta", no como factores determinantes, que se ajustaría más al uso corriente de los términos causa y efecto (Moore, 1990).
Igualmente, las concepciones conductistas sobre el organismo han sufrido ataques por parte de muchos teóricos. En el esquema conceptual del AEC, el organismo es un locus, un "lugar" o "caja negra" en el que confluyen diversas condiciones genéticas y ambientales (Skinner, 1974). A pesar del énfasis que se hace en el AEC sobre las condiciones ambientales (que se piensa incorrectamente que son exclusivamente externas al organismo), la contribución genética no se desconoce en ningún punto.
El AEC distingue tres tipos de contingencias (relaciones ambiente-conducta), según los niveles de evolución:
- Filogenéticas: relacionadas con las posibilidades de la especie.
- Ontogenéticas: relacionadas con el desarrollo del individuo.
- Culturales: relacionadas con las construcciones que se realizan al interior de un grupo.